# NGC 2815
NGC 2815 est une vaste galaxie spirale barrée située dans la constellation de l'Hydre. NGC 2815 a été découverte par l'astronome germano-britannique William Herschel en 1784.

## Caractéristiques
Sa vitesse par rapport au fond diffus cosmologique est de 2 858 ± 23 km/s, ce qui correspond à une distance de Hubble de 42,2 ± 3,0 Mpc (∼138 millions d'al).
À ce jour, 23 mesures non basées sur le décalage vers le rouge (redshift) donnent une distance de 37,909 ± 5,807 Mpc (∼124 millions d'al), ce qui est à l'intérieur des valeurs de la distance de Hubble. Notons cependant que c'est avec la valeur moyenne des mesures indépendantes, lorsqu'elles existent, que la base de données NASA/IPAC calcule le diamètre d'une galaxie et qu'en conséquence le diamètre de NGC 2815 pourrait être d'environ 58,3 kpc (∼190 000 al) si on utilisait la distance de Hubble pour le calculer.
La classe de luminosité de NGC 2815 est II et elle présente une large raie HI. De plus, elle renferme des régions d'hydrogène ionisé.